# Wysoczyzna Kłodawska
Wysoczyzna Kłodawska (318.15) – mezoregion fizycznogeograficzny w środkowej Polsce, stanowiący północno-wschodnią część Niziny Południowowielkopolskiej. Region graniczy od północy z Pojezierzem Kujawskim, od  południowego zachodu z Kotliną Kolską a od południowego wschodu z Równiną Kutnowską. Wysoczyzna Kłodawska leży na pograniczu czterech województw: wielkopolskiego, łódzkiego, kujawsko-pomorskiego i mazowieckiego.
Wysoczyzna jest krajobrazowo monotonną morenową równiną denudacyjną (tzw. moreny kutnowskie na południowym wschodzie), przez którą przebiega tektoniczny wał kujawski z wysadami soli kamiennej (eksploatowany w Kłodawie oraz nieeksploatowany w Łaniętach). Jest to region o dominującym charakterze rolniczym.
Głównymi ośrodkami miejskimi regionu są Kłodawa i  Krośniewice, ponadto wsie Grzegorzew, Dąbrowice, Chodów, Łanięta, Osiek Mały, Olszówka i Nowe Ostrowy.